# Eva Ekvall
Eva Mónica Anna Ekvall Johnson (15 tháng 3 năm 1983 – 17 tháng 12 năm 2011) là một người dẫn chương trình tin tức truyền hình Venezuela, tác giả, người ủng hộ bệnh nhân ung thư vú, người mẫu thời trang và cựu Hoa hậu Venezuela. Sau khi chiến thắng cuộc thi, cô đã có một sự nghiệp ngắn trên truyền hình trước khi được chẩn đoán mắc bệnh ung thư vú tiến triển. Cô kết hôn với John Fabio Bermudez; cặp đôi này có một đứa con trước khi Ekvall qua đời vì căn bệnh này vào năm 2011.

## Tiểu sử
Ekvall sinh ra ở Caracas, Venezuela. Cô được nuôi dưỡng ở cả Hoa Kỳ và Venezuela và thông thạo tiếng Anh và tiếng Tây Ban Nha từ thời thơ ấu. Ekvall theo học tại Học viện Washington ở Caracas. Cha cô, Eric Ekvall, là một người Mỹ gốc Thụy Điển và Hungary, đã sống ở Venezuela từ đầu những năm 1980 và làm việc với tư cách là diễn viên và nhà tư vấn chính trị. Mẹ của cô là Dawn Johnson. sinh ra ở Jamaica, và từng điều hành một công ty người mẫu nhỏ ở Alaska, nơi bà gặp cha của Eva. Eva lớn lên với một người anh trai, Alec, một nhạc sĩ.

### Ung thư
Vào tháng 2 năm 2010, chỉ vài tháng sau khi sinh đứa con duy nhất của mình, Ekvall được chẩn đoán bị ung thư vú tiến triển và trải qua tám tháng điều trị bao gồm hóa trị, xạ trị và cắt bỏ hai tế bào gốc. Cô đã ghi lại kinh nghiệm này trong một cuốn sách ảnh, Fuera de Foco (Out of Focus), phát hành vào tháng 12 năm 2010. Cô tiếp tục trở thành người ủng hộ SenosAyuda, một nhóm nhận thức về ung thư.

### Qua đời
Khi được cho là bệnh đã tái phát, Ekvall chuyển đến Hoa Kỳ và kiểm tra tại Bệnh viện Đa khoa Đại học ở Houston, Texas. Mặc dù điều trị y tế cách tích cực, tình trạng sức khỏe của cô bắt đầu xấu đi và cô qua đời vào chiều ngày 17 tháng 12 năm 2011. Trong một tuyên bố, gia đình của Ekvall nói rằng những gì còn lại của cô sẽ được hỏa táng ở Houston.